# Dendronereis dayi
Dendronereis dayi är en ringmaskart som beskrevs av Misra 1999. Dendronereis dayi ingår i släktet Dendronereis och familjen Nereididae. Inga underarter finns listade i Catalogue of Life.